# Драфт НФЛ 2018
Восемьдесят третий драфт Национальной футбольной лиги прошёл с 26 по 28 апреля 2018 года на «AT&T-стэдиум» в Арлингтоне, домашней арене клуба «Даллас Каубойс». Впервые в истории драфт состоялся в штате Техас, также впервые площадкой его проведения стал стадион одной из команд лиги.
Под общим первым номером «Кливленд Браунс» выбрали Бейкера Мэйфилда, квотербека из университета Оклахомы, обладателя Хайсман Трофи 2017 года. Всего в семи раундах драфта командами было выбрано 256 игроков. Дополнительный драфт состоялся 11 июля, на нём было выбрано два игрока.

## Выборы места проведения и организация
На право принять у себя драфт Национальной лиги 2018 года претендовали Арлингтон и Филадельфия, бывшая местом его проведения годом ранее. В октябре 2017 года комиссар НФЛ Роджер Гуделл объявил о том, что драфт состоится в Техасе. Впервые драфт состоялся на стадионе одного из клубов лиги.
Трансляцию драфта вели ESPN, NFL Network и Fox. Впервые в истории все семь раундов полностью транслировались в прямом эфире.

## Список выбранных игроков
В семи раундах драфта клубами было выбрано 256 игроков. Первым выбранным игроком стал представитель университета Оклахомы квотербек Бейкер Мэйфилд. Обладателем титула «Мистер Ненужный» стал принимающий Трей Куинн, который был задрафтован «Вашингтоном» под общим 256 номером.
| Цветовые обозначения |
| -------------------- |
| Участник Пробоула    |

Знаком «*» отмечены компенсационные выборы, в графе «Примечания» приведены данные об обменах выборами на драфте в случае их осуществления
| Раунд | Пик  | Команда                     | Игрок                    | Позиция | Колледж                     | Примечания                  |
| ----- | ---- | --------------------------- | ------------------------ | ------- | --------------------------- | --------------------------- |
| 1     | 1    | Кливленд Браунс             | Бейкер Мэйфилд           | QB      | Оклахома                    |                             |
| 1     | 2    | Нью-Йорк Джайентс           | Сейкуон Баркли           | RB      | Пенн Стейт                  |                             |
| 1     | 3    | Нью-Йорк Джетс              | Сэм Дарнолд              | QB      | ЮСК                         | обмен с «Индианаполисом»    |
| 1     | 4    | Кливленд Браунс             | Дензел Уорд              | CB      | Огайо Стейт                 | обмен с «Хьюстоном»         |
| 1     | 5    | Денвер Бронкос              | Брэдли Чабб              | DE      | Эн Си Стейт                 |                             |
| 1     | 6    | Индианаполис Колтс          | Квентон Нельсон          | G       | Нотр-Дам                    | обмен с «Нью-Йорк Джетс»    |
| 1     | 7    | Баффало Биллс               | Джош Аллен               | QB      | Вайоминг                    | обмен с «Тампа-Бэй»         |
| 1     | 8    | Чикаго Беарс                | Рокуан Смит              | LB      | Джорджия                    |                             |
| 1     | 9    | Сан-Франциско Форти Найнерс | Майк Макглинчи           | OT      | Нотр-Дам                    |                             |
| 1     | 10   | Аризона Кардиналс           | Джош Розен               | QB      | УКЛА                        | обмен с «Оклендом»          |
| 1     | 11   | Майами Долфинс              | Минка Фитцпатрик         | S       | Алабама                     |                             |
| 1     | 12   | Тампа-Бэй Бакканирс         | Вита Веа                 | DT      | Вашингтон                   | обмен с «Баффало»           |
| 1     | 13   | Вашингтон Редскинс          | Дарон Пейн               | DT      | Алабама                     |                             |
| 1     | 14   | Нью-Орлеан Сэйнтс           | Маркус Дэвенпорт         | DE      | УТСА                        | обмен с «Грин-Бэй»          |
| 1     | 15   | Окленд Рэйдерс              | Колтон Миллер            | OT      | УКЛА                        | обмен с «Аризоной»          |
| 1     | 16   | Баффало Биллс               | Тремейн Эдмундс          | LB      | Виргиния Тек                | обмен с «Балтимором»        |
| 1     | 17   | Лос-Анджелес Чарджерс       | Дервин Джеймс            | S       | Флорида Стейт               |                             |
| 1     | 18   | Грин-Бэй Пэкерс             | Джаир Александер         | CB      | Луисвилл                    | обмен с «Сиэтлом»           |
| 1     | 19   | Даллас Каубойс              | Лейтон Вандер Эш         | LB      | Бойсе Стейт                 |                             |
| 1     | 20   | Детройт Лайонс              | Фрэнк Рагноу             | C/G     | Арканзас                    |                             |
| 1     | 21   | Цинциннати Бенгалс          | Билли Прайс              | C       | Огайо Стейт                 | обмен с «Баффало»           |
| 1     | 22   | Теннесси Тайтенс            | Рашан Эванс              | LB      | Алабама                     | обмен с «Балтимором»        |
| 1     | 23   | Нью-Ингленд Пэтриотс        | Айзейя Уинн              | OT      | Джорджия                    | обмен с «Лос-Анджелес Рэмс» |
| 1     | 24   | Каролина Пэнтерс            | Ди Джей Мур              | WR      | Мэриленд                    |                             |
| 1     | 25   | Балтимор Рэйвенс            | Хейден Херст             | TE      | Южная Каролина              | обмен с «Теннесси»          |
| 1     | 26   | Атланта Фэлконс             | Келвин Ридли             | WR      | Алабама                     |                             |
| 1     | 27   | Сиэтл Сихокс                | Рашад Пенни              | RB      | Сан-Диего Стейт             | обмен с «Грин-Бэй»          |
| 1     | 28   | Питтсбург Стилерз           | Террелл Эдмундс          | S       | Виргиния Тек                |                             |
| 1     | 29   | Джэксонвилл Джагуарс        | Тейвен Брайан            | DT      | Флорида                     |                             |
| 1     | 30   | Миннесота Вайкингс          | Майк Хьюз                | CB      | Центральная Флорида         |                             |
| 1     | 31   | Нью-Ингленд Пэтриотс        | Сони Мишел               | RB      | Джорджия                    |                             |
| 1     | 32   | Балтимор Рэйвенс            | Ламар Джексон            | QB      | Луисвилл                    | обмен с «Филадельфией»      |
| 2     | 33   | Кливленд Браунс             | Остин Корбетт            | OT      | Невада                      |                             |
| 2     | 34   | Нью-Йорк Джайентс           | Уилл Эрнандес            | G       | УТЭП                        |                             |
| 2     | 35   | Кливленд Браунс             | Ник Чабб                 | RB      | Джорджия                    | обмен с «Хьюстоном»         |
| 2     | 36   | Индианаполис Колтс          | Дариус Леонард           | LB      | Эс Си Стейт                 |                             |
| 2     | 37   | Индианаполис Колтс          | Брейден Смит             | G       | Оберн                       | обмен с «Нью-Йорк Джетс»    |
| 2     | 38   | Тампа-Бэй Бакканирс         | Роналд Джонс             | RB      | ЮСК                         |                             |
| 2     | 39   | Чикаго Беарс                | Джеймс Дэниелс           | C       | Айова                       |                             |
| 2     | 40   | Денвер Бронкос              | Кортленд Саттон          | WR      | СМЮ                         |                             |
| 2     | 41   | Теннесси Тайтенс            | Харолд Лэндри            | LB      | Бостон Колледж              | обмен с «Оклендом»          |
| 2     | 42   | Майами Долфинс              | Майк Гесики              | TE      | Пенн Стейт                  |                             |
| 2     | 43   | Детройт Лайонс              | Керрион Джонсон          | RB      | Оберн                       | обмен с «Нью-Инглендом»     |
| 2     | 44   | Сан-Франциско Форти Найнерс | Данте Петтис             | WR      | Вашингтон                   | обмен с «Вашингтоном»       |
| 2     | 45   | Грин-Бэй Пэкерс             | Джош Джексон             | CB      | Айова                       |                             |
| 2     | 46   | Канзас-Сити Чифс            | Бриленд Спикс            | DE      | Ол Мисс                     | обмен с «Цинциннати»        |
| 2     | 47   | Аризона Кардиналс           | Кристиан Кирк            | WR      | Техас A&M                   |                             |
| 2     | 48   | Лос-Анджелес Чарджерс       | Ученна Нвосу             | LB      | ЮСК                         |                             |
| 2     | 49   | Филадельфия Иглз            | Даллас Годерт            | TE      | Саут Дакота Стейт           | обмен с «Индианаполисом»    |
| 2     | 50   | Даллас Каубойс              | Коннор Уильямс           | G       | Техас                       |                             |
| 2     | 51   | Чикаго Беарс                | Энтони Миллер            | WR      | Мемфис                      | обмен с «Нью-Инглендом»     |
| 2     | 52   | Индианаполис Колтс          | Кемоко Турай             | DE      | Ратгерс                     | обмен с «Филадельфией»      |
| 2     | 53   | Тампа-Бэй Бакканирс         | Эм Джей Стюарт           | CB      | Северная Каролина           | обмен с «Баффало»           |
| 2     | 54   | Цинциннати Бенгалс          | Джесси Бейтс             | S       | Уэйк Форест                 | обмен с «Канзас-Сити»       |
| 2     | 55   | Каролина Пэнтерс            | Донте Джексон            | CB      | ЛСЮ                         |                             |
| 2     | 56   | Нью-Ингленд Пэтриотс        | Дьюк Доусон              | CB      | Флорида                     | обмен с «Тампа-Бэй»         |
| 2     | 57   | Окленд Рэйдерс              | Пи Джей Холл             | DT      | Сэм Хьюстон Стейт           | обмен с «Теннесси»          |
| 2     | 58   | Атланта Фэлконс             | Айзейя Оливер            | CB      | Колорадо                    |                             |
| 2     | 59   | Вашингтон Редскинс          | Дерриус Гайс             | RB      | ЛСЮ                         | обмен с «Сан-Франциско»     |
| 2     | 60   | Питтсбург Стилерз           | Джеймс Вашингтон         | WR      | Оклахома Стейт              |                             |
| 2     | 61   | Джэксонвилл Джагуарс        | Ди Джей Чарк             | WR      | ЛСЮ                         |                             |
| 2     | 62   | Миннесота Вайкингс          | Брайан О’Нил             | OT      | Питтсбург                   |                             |
| 2     | 63   | Тампа-Бэй Бакканирс         | Карлтон Дэвис            | CB      | Оберн                       | обмен с «Нью-Инглендом»     |
| 2     | 64   | Индианаполис Колтс          | Тайкуан Льюис            | DE      | Огайо Стейт                 | обмен с «Кливлендом»        |
| 3     | 65   | Окленд Рэйдерс              | Брэндон Паркер           | OT      | Северная Каролина A&T       | обмен с «Балтимором»        |
| 3     | 66   | Нью-Йорк Джайентс           | Лоренцо Картер           | LB      | Джорджия                    |                             |
| 3     | 67   | Кливленд Браунс             | Чед Томас                | DE      | Майами                      | обмен с «Индианаполисом»    |
| 3     | 68   | Хьюстон Тексанс             | Джастин Рид              | S       | Стэнфорд                    |                             |
| 3     | 69   | Нью-Йорк Джайентс           | Би Джей Хилл             | DT      | Эн Си Стейт                 | обмен с «Тампа-Бэй»         |
| 3     | 70   | Сан-Франциско Форти Найнерс | Фред Уорнер              | LB      | Бригам Янг                  | обмен с «Чикаго»            |
| 3     | 71   | Денвер Бронкос              | Ройс Фримен              | RB      | Орегон                      |                             |
| 3     | 72   | Нью-Йорк Джетс              | Нейтан Шеперд            | DT      | Форт Хейс Стейт             |                             |
| 3     | 73   | Майами Долфинс              | Джером Бейкер            | LB      | Огайо Стейт                 |                             |
| 3     | 74   | Вашингтон Редскинс          | Джерон Кристиан          | OT      | Луисвилл                    | обмен с «Сан-Франциско»     |
| 3     | 75   | Канзас-Сити Чифс            | Деррик Ннади             | DT      | Флорида Стейт               | обмен с «Балтимором»        |
| 3     | 76   | Питтсбург Стилерз           | Мейсон Рудолф            | QB      | Оклахома Стейт              | обмен с «Сиэтлом»           |
| 3     | 77   | Цинциннати Бенгалс          | Сэм Хаббард              | DE      | Огайо Стейт                 |                             |
| 3     | 78   | Цинциннати Бенгалс          | Малик Джефферсон         | LB      | Техас                       | обмен с «Канзас-Сити»       |
| 3     | 79   | Сиэтл Сихокс                | Рашим Грин               | DE      | ЮСК                         | обмен с «Питтсбургом»       |
| 3     | 80   | Хьюстон Тексанс             | Мартинас Рэнкин          | C       | Миссисипи Стейт             | обмен с «Сиэтлом»           |
| 3     | 81   | Даллас Каубойс              | Майкл Гэллап             | WR      | Колорадо Стейт              |                             |
| 3     | 82   | Детройт Лайонс              | Трейси Уокер             | S       | Луизиана                    |                             |
| 3     | 83   | Балтимор Рэйвенс            | Орландо Браун            | OT      | Оклахома                    |                             |
| 3     | 84   | Лос-Анджелес Чарджерс       | Джастин Джонс            | DT      | Эн Си Стейт                 |                             |
| 3     | 85   | Каролина Пэнтерс            | Рашан Голден             | CB      | Теннесси                    | обмен с «Баффало»           |
| 3     | 86   | Балтимор Рэйвенс            | Марк Эндрюс              | TE      | Оклахома                    | обмен с «Канзас-Сити»       |
| 3     | 87   | Окленд Рэйдерс              | Арден Кей                | DE      | ЛСЮ                         | обмен с «Лос-Анджелес Рэмс» |
| 3     | 88   | Грин-Бэй Пэкерс             | Орен Беркс               | LB      | Вандербильт                 | обмен с «Каролиной»         |
| 3     | 89   | Лос-Анджелес Рэмс           | Джозеф Ноутбум           | OT      | ТХУ                         | обмен с «Оклендом»          |
| 3     | 90   | Атланта Фэлконс             | Деадрин Сенат            | DT      | Южная Флорида               |                             |
| 3     | 91   | Нью-Орлеан Сэйнтс           | Трекуан Смит             | WR      | Центральная Флорида         |                             |
| 3     | 92   | Питтсбург Стилерз           | Чуквума Окорафор         | OT      | Западный Мичиган            |                             |
| 3     | 93   | Джэксонвилл Джагуарс        | Ронни Харрисон           | S       | Алабама                     |                             |
| 3     | 94   | Тампа-Бэй Бакканирс         | Алекс Каппа              | OT      | Гумбольдт Стейт             | обмен с «Миннесотой»        |
| 3     | 95   | Сан-Франциско Форти Найнерс | Тарвариус Мур            | S       | Южный Миссисипи             | обмен с «Нью-Инглендом»     |
| 3     | 96   | Баффало Биллс               | Харрисон Филлипс         | DT      | Стэнфорд                    | обмен с «Филадельфией»      |
| 3     | 97*  | Аризона Кардиналс           | Мейсон Коул              | C       | Мичиган                     |                             |
| 3     | 98*  | Хьюстон Тексанс             | Джордан Эйкинс           | TE      | Центральная Флорида         |                             |
| 3     | 99*  | Денвер Бронкос              | Айзек Йядом              | CB      | Бостон Колледж              |                             |
| 3     | 100* | Канзас-Сити Чифс            | Дориан О’Дэниел          | LB      | Клемсон                     | обмен с «Цинциннати»        |
| 4     | 101  | Каролина Пэнтерс            | Иэн Томас                | TE      | Индиана                     | обмен с «Грин-Бэй»          |
| 4     | 102  | Миннесота Вайкингс          | Джейлин Холмс            | DE      | Огайо Стейт                 | обмен с «Тампа-Бэй»         |
| 4     | 103  | Хьюстон Тексанс             | Кики Кути                | WR      | Техас Тек                   |                             |
| 4     | 104  | Индианаполис Колтс          | Найхейм Хайнс            | RB      | Эн Си Стейт                 |                             |
| 4     | 105  | Кливленд Браунс             | Антонио Каллауэй         | WR      | Флорида                     | обмен с «Нью-Инглендом»     |
| 4     | 106  | Денвер Бронкос              | Джози Джуэлл             | LB      | Айова                       |                             |
| 4     | 107  | Нью-Йорк Джетс              | Крис Херндон             | TE      | Майами                      |                             |
| 4     | 108  | Нью-Йорк Джайентс           | Кайл Лаулетта            | QB      | Ричмонд                     | обмен с «Тампа-Бэй»         |
| 4     | 109  | Вашингтон Редскинс          | Трой Апке                | S       | Пенн Стейт                  | обмен с «Денвером»          |
| 4     | 110  | Окленд Рэйдерс              | Ник Нельсон              | CB      | Висконсин                   |                             |
| 4     | 111  | Лос-Анджелес Рэмс           | Брайан Аллен             | C       | Мичиган Стейт               | обмен с «Майами»            |
| 4     | 112  | Цинциннати Бенгалс          | Марк Уолтон              | RB      | Майами                      |                             |
| 4     | 113  | Денвер Бронкос              | Дэшон Хэмилтон           | WR      | Пенн Стейт                  | обмен с «Вашингтоном»       |
| 4     | 114  | Детройт Лайонс              | Дэшон Хэнд               | DE      | Алабама                     | обмен с «Нью-Инглендом»     |
| 4     | 115  | Чикаго Беарс                | Джоэл Айегбуниве         | LB      | Западный Кентукки           | обмен с «Аризоной»          |
| 4     | 116  | Даллас Каубойс              | Доранс Армстронг         | DE      | Канзас                      |                             |
| 4     | 117  | Тампа-Бэй Бакканирс         | Джордан Уайтхед          | S       | Питтсбург                   | обмен с «Нью-Инглендом»     |
| 4     | 118  | Балтимор Рэйвенс            | Энтони Аверетт           | CB      | Алабама                     |                             |
| 4     | 119  | Лос-Анджелес Чарджерс       | Кайзир Уайт              | S       | Западная Виргиния           |                             |
| 4     | 120  | Сиэтл Сихокс                | Уилл Диссли              | TE      | Вашингтон                   |                             |
| 4     | 121  | Баффало Биллс               | Тарон Джонсон            | CB      | Уэбер Стейт                 |                             |
| 4     | 122  | Балтимор Рэйвенс            | Кенни Янг                | LB      | УКЛА                        | обмен с «Канзас-Сити»       |
| 4     | 123  | Майами Долфинс              | Дарем Смайт              | TE      | Нотр-Дам                    | обмен с «Кливлендом»        |
| 4     | 124  | Канзас-Сити Чифс            | Армани Уоттс             | S       | Техас A&M                   | обмен с «Лос-Анджелес Рэмс» |
| 4     | 125  | Филадельфия Иглз            | Авонте Мэддокс           | CB      | Питтсбург                   | обмен с «Балтимором»        |
| 4     | 126  | Атланта Фэлконс             | Ито Смит                 | RB      | Южный Миссисипи             |                             |
| 4     | 127  | Нью-Орлеан Сэйнтс           | Рик Леонард              | OT      | Флорида Стейт               |                             |
| 4     | 128  | Сан-Франциско Форти Найнерс | Кентавиус Стрит          | DE      | Эн Си Стейт                 | обмен с «Питтсбургом»       |
| 4     | 129  | Джэксонвилл Джагуарс        | Уилл Ричардсон           | OT      | Эн Си Стейт                 |                             |
| 4     | 130  | Филадельфия Иглз            | Джош Суэт                | DE      | Флорида Стейт               | обмен с «Миннесотой»        |
| 4     | 131  | Майами Долфинс              | Кейлен Беллидж           | RB      | Аризона Стейт               | обмен с «Филадельфией»      |
| 4     | 132  | Балтимор Рэйвенс            | Джалил Скотт             | WR      | Нью-Мексико Стейт           | обмен с «Филадельфией»      |
| 4     | 133* | Грин-Бэй Пэкерс             | Джеймон Мур              | WR      | Миссури                     |                             |
| 4     | 134* | Аризона Кардиналс           | Чейз Эдмондс             | RB      | Фордем                      |                             |
| 4     | 135* | Лос-Анджелес Рэмс           | Джон Франклин-Майерс     | DE      | Стивен Остин                | обмен с «Нью-Йорк Джайентс» |
| 4     | 136* | Каролина Пэнтерс            | Маркис Хейнс             | DE      | Ол Мисс                     | обмен с «Лос-Анджелес Рэмс» |
| 4     | 137* | Даллас Каубойс              | Далтон Шульц             | TE      | Стэнфорд                    |                             |
| 5     | 138  | Грин-Бэй Пэкерс             | Коул Мэдисон             | OT      | Вашингтон Стейт             | обмен с «Кливлендом»        |
| 5     | 139  | Нью-Йорк Джайентс           | Ар Джей Макинтош         | DT      | Майами                      |                             |
| 5     | 140  | Окленд Рэйдерс              | Морис Херст              | DT      | Мичиган                     | обмен с «Индианаполисом»    |
| 5     | 141  | Сиэтл Сихокс                | Шаким Гриффин            | LB      | Центральная Флорида         | обмен с «Хьюстоном»         |
| 5     | 142  | Сан-Франциско Форти Найнерс | Ди Джей Рид              | CB      | Канзас Стейт                | обмен с «Вашингтоном»       |
| 5     | 143  | Нью-Ингленд Пэтриотс        | Джавон Бентли            | LB      | Пердью                      | обмен с «Сан-Франциско»     |
| 5     | 144  | Тампа-Бэй Бакканирс         | Джастин Уотсон           | WR      | Пенсильвания                |                             |
| 5     | 145  | Чикаго Беарс                | Билал Николс             | DT      | Делавэр                     |                             |
| 5     | 146  | Сиэтл Сихокс                | Тре Флауэрс              | S       | Оклахома Стейт              | обмен с «Оклендом»          |
| 5     | 147  | Лос-Анджелес Рэмс           | Майка Кайзер             | LB      | Виргиния                    | обмен с «Каролиной»         |
| 5     | 148  | Питтсбург Стилерз           | Маркус Аллен             | S       | Пенн Стейт                  | обмен с «Сан-Франциско»     |
| 5     | 149  | Сиэтл Сихокс                | Майкл Диксон             | P       | Техас                       | обмен с «Денвером»          |
| 5     | 150  | Кливленд Браунс             | Дженард Эйвери           | LB      | Мемфис                      | обмен с «Грин-Бэй»          |
| 5     | 151  | Цинциннати Бенгалс          | Давонтей Харрис          | CB      | Иллинойс Стейт              |                             |
| 5     | 152  | Теннесси Тайтенс            | Дейн Крукшанк            | S       | Аризона                     | обмен с «Балтимором»        |
| 5     | 153  | Детройт Лайонс              | Тайрелл Кросби           | OT      | Орегон                      |                             |
| 5     | 154  | Баффало Биллс               | Сиран Нил                | CB      | Джэксонвилл Стейт           | обмен с «Балтимором»        |
| 5     | 155  | Лос-Анджелес Чарджерс       | Скотт Куэсенберри        | C       | УКЛА                        |                             |
| 5     | 156  | Денвер Бронкос              | Трой Фумагалли           | TE      | Висконсин                   | обмен с «Сиэтлом»           |
| 5     | 157  | Миннесота Вайкингс          | Тайлер Конклин           | TE      | Сентрал Мичиган             | обмен с «Нью-Йорк Джетс»    |
| 5     | 158  | Цинциннати Бенгалс          | Эндрю Браун              | DE      | Виргиния                    | обмен с «Баффало»           |
| 5     | 159  | Индианаполис Колтс          | Дорис Фаунтен            | WR      | Северная Айова              | обмен с «Оклендом»          |
| 5     | 160  | Лос-Анджелес Рэмс           | Огбонна Окоронкво        | LB      | Оклахома                    | обмен с «Денвером»          |
| 5     | 161  | Каролина Пэнтерс            | Джермейн Картер          | LB      | Мэриленд                    |                             |
| 5     | 162  | Балтимор Рэйвенс            | Джордан Ласли            | WR      | УКЛА                        | обмен с «Теннесси»          |
| 5     | 163  | Вашингтон Редскинс          | Тим Сеттл                | DT      | Виргиния Тек                | обмен с «Денвером»          |
| 5     | 164  | Нью-Орлеан Сэйнтс           | Натрелл Джеймерсон       | S       | Висконсин                   |                             |
| 5     | 165  | Питтсбург Стилерз           | Джейлен Сэмюэлс          | RB      | Эн Си Стейт                 |                             |
| 5     | 166  | Баффало Биллс               | Уайатт Теллер            | G       | Виргиния Тек                | обмен с «Джэксонвиллом»     |
| 5     | 167  | Миннесота Вайкингс          | Дэниел Карлсон           | K       | Оберн                       | обмен с «Нью-Йорк Джетс»    |
| 5     | 168  | Сиэтл Сихокс                | Джамарко Джонс           | OT      | Огайо Стейт                 | обмен с «Нью-Инглендом»     |
| 5     | 169  | Индианаполис Колтс          | Джордан Уилкинс          | RB      | Ол Мисс                     | обмен с «Филадельфией»      |
| 5     | 170* | Цинциннати Бенгалс          | Дариус Филлипс           | CB      | Западный Мичиган            |                             |
| 5     | 171* | Даллас Каубойс              | Майк Уайт                | QB      | Западный Кентукки           |                             |
| 5     | 172* | Грин-Бэй Пэкерс             | Джей Кей Скотт           | P       | Алабама                     |                             |
| 5     | 173* | Окленд Рэйдерс              | Джонни Таунсенд          | P       | Флорида                     | обмен с «Далласом»          |
| 5     | 174* | Грин-Бэй Пэкерс             | Маркез Вальдес-Скэнтлинг | WR      | Южная Флорида               |                             |
| 6     | 175  | Кливленд Браунс             | Дэмион Рэтли             | WR      | Техас A&M                   |                             |
| 6     | 176  | Лос-Анджелес Рэмс           | Джон Келли               | RB      | Теннесси                    | обмен с «Нью-Йорк Джайентс» |
| 6     | 177  | Хьюстон Тексанс             | Дьюк Эджиофор            | DE      | Уэйк Форест                 |                             |
| 6     | 178  | Нью-Ингленд Пэтриотс        | Кристиан Сэм             | LB      | Аризона Стейт               | обмен с «Кливлендом»        |
| 6     | 179  | Нью-Йорк Джетс              | Парри Никерсон           | CB      | Тулейн                      |                             |
| 6     | 180  | Нью-Йорк Джетс              | Фолорунсо Фатукаси       | DT      | Коннектикут                 | обмен с «Миннесотой»        |
| 6     | 181  | Чикаго Беарс                | Кайли Фиттс              | DE      | Юта                         |                             |
| 6     | 182  | Аризона Кардиналс           | Кристиан Кэмпбелл        | CB      | Пенн Стейт                  | обмен с «Денвером»          |
| 6     | 183  | Денвер Бронкос              | Сэм Джонс                | G       | Аризона Стейт               | обмен с «Лос-Анджелес Рэмс» |
| 6     | 184  | Сан-Франциско Форти Найнерс | Марселл Харрис           | S       | Флорида                     |                             |
| 6     | 185  | Индианаполис Колтс          | Деон Кейн                | WR      | Клемсон                     | обмен с «Оклендом»          |
| 6     | 186  | Сиэтл Сихокс                | Джейкоб Мартин           | DE      | Темпл                       | обмен с «Грин-Бэй»          |
| 6     | 187  | Баффало Биллс               | Рей-Рей Маклауд          | WR      | Клемсон                     | обмен с «Цинциннати»        |
| 6     | 188  | Кливленд Браунс             | Симеон Томас             | CB      | Луизиана                    | обмен с «Вашингтоном»       |
| 6     | 189  | Нью-Орлеан Сэйнтс           | Камрин Мур               | CB      | Бостон Колледж              | обмен с «Аризоной»          |
| 6     | 190  | Балтимор Рэйвенс            | Дешон Эллиотт            | S       | Техас                       |                             |
| 6     | 191  | Лос-Анджелес Чарджерс       | Дилан Кантрелл           | WR      | Техас Тек                   |                             |
| 6     | 192  | Лос-Анджелес Рэмс           | Джамил Демби             | OT      | Мэн                         | обмен с «Далласом»          |
| 6     | 193  | Даллас Каубойс              | Крис Ковингтон           | LB      | Индиана                     |                             |
| 6     | 194  | Атланта Фэлконс             | Расселл Гейдж            | WR      | ЛСЮ                         | обмен с «Лос-Анджелес Рэмс» |
| 6     | 195  | Лос-Анджелес Рэмс           | Себастьян Джозеф-Дей     | DT      | Ратгерс                     | обмен с «Баффало»           |
| 6     | 196  | Канзас-Сити Чифс            | Тремон Смит              | CB      | Сентрал Арканзас            |                             |
| 6     | 197  | Вашингтон Редскинс          | Шон Дион Хэмилтон        | LB      | Алабама                     | обмен с «Лос-Анджелес Рэмс» |
| 6     | 198  | Канзас-Сити Чифс            | Калил Маккензи           | OT      | Теннесси                    | обмен с «Нью-Инглендом»     |
| 6     | 199  | Теннесси Тайтенс            | Люк Фолк                 | QB      | Вашингтон Стейт             |                             |
| 6     | 200  | Атланта Фэлконс             | Фойесаде Олуокан         | LB      | Йель                        |                             |
| 6     | 201  | Нью-Орлеан Сэйнтс           | Бостон Скотт             | RB      | Луизиана Тек                |                             |
| 6     | 202  | Тампа-Бэй Бакканирс         | Джек Сичи                | LB      | Висконсин                   | обмен с «Питтсбургом»       |
| 6     | 203  | Джэксонвилл Джагуарс        | Таннер Ли                | QB      | Небраска                    |                             |
| 6     | 204  | Нью-Йорк Джетс              | Трентон Кэннон           | RB      | Виргиния Стейт              | обмен с «Миннесотой»        |
| 6     | 205  | Лос-Анджелес Рэмс           | Тревон Янг               | LB      | Луисвилл                    | обмен с «Вашингтоном»       |
| 6     | 206  | Филадельфия Иглз            | Мэтт Прайор              | G       | ТХУ                         |                             |
| 6     | 207* | Грин-Бэй Пэкерс             | Экванимеус Сент-Браун    | WR      | Нотр-Дам                    |                             |
| 6     | 208* | Даллас Каубойс              | Седрик Уилсон            | WR      | Бойсе Стейт                 |                             |
| 6     | 209* | Майами Долфинс              | Корнелл Армстронг        | CB      | Южный Миссисипи             | обмен с «Лос-Анджелес Рэмс» |
| 6     | 210* | Нью-Ингленд Пэтриотс        | Брэкстон Берриос         | WR      | Майами                      | обмен с «Оклендом»          |
| 6     | 211* | Хьюстон Тексанс             | Джордан Томас            | TE      | Миссисипи Стейт             |                             |
| 6     | 212* | Балтимор Рэйвенс            | Грег Сенат               | OT      | Вагнер                      | обмен с «Оклендом»          |
| 6     | 213* | Миннесота Вайкингс          | Колби Госсетт            | G       | Аппалачиан Стейт            |                             |
| 6     | 214* | Хьюстон Тексанс             | Петер Каламбайи          | LB      | Стэнфорд                    |                             |
| 6     | 215* | Балтимор Рэйвенс            | Брэдли Бозман            | C       | Алабама                     | обмен с «Теннесси»          |
| 6     | 216* | Окленд Рэйдерс              | Азим Виктор              | LB      | Вашингтон                   |                             |
| 6     | 217* | Денвер Бронкос              | Кишон Бьерриа            | LB      | Вашингтон                   | обмен с «Лос-Анджелес Рэмс» |
| 6     | 218* | Миннесота Вайкингс          | Аде Аруна                | DE      | Тулейн                      |                             |
| 7     | 219  | Нью-Ингленд Пэтриотс        | Дэнни Этлинг             | QB      | ЛСЮ                         | обмен с «Кливлендом»        |
| 7     | 220  | Сиэтл Сихокс                | Алекс Макгоф             | QB      | Флорида Интернешнл          | обмен с «Питтсбургом»       |
| 7     | 221  | Индианаполис Колтс          | Мэттью Адамс             | LB      | Хьюстон                     |                             |
| 7     | 222  | Хьюстон Тексанс             | Джермейн Келли           | CB      | Сан-Хосе Стейт              |                             |
| 7     | 223  | Сан-Франциско Форти Найнерс | Джулиан Тейлор           | DT      | Темпл                       | обмен с «Майами»            |
| 7     | 224  | Чикаго Беарс                | Джавон Уимс              | WR      | Джорджия                    |                             |
| 7     | 225  | Миннесота Вайкингс          | Деванте Даунс            | LB      | Калифорния                  | обмен с «Нью-Йорк Джетс»    |
| 7     | 226  | Денвер Бронкос              | Дэвид Уильямс            | RB      | Арканзас                    | обмен с «Сиэтлом»           |
| 7     | 227  | Майами Долфинс              | Квентин Полинг           | LB      | Огайо                       | обмен с «Сан-Франциско»     |
| 7     | 228  | Окленд Рэйдерс              | Марсель Эйтмен           | WR      | Оклахома Стейт              |                             |
| 7     | 229  | Майами Долфинс              | Джейсон Сандерс          | K       | Нью-Мексико                 |                             |
| 7     | 230  | Джэксонвилл Джагуарс        | Леон Джейкобс            | LB      | Висконсин                   | обмен с «Цинциннати»        |
| 7     | 231  | Лос-Анджелес Рэмс           | Трейвин Хоуард           | LB      | ТХУ                         | обмен с «Вашингтоном»       |
| 7     | 232  | Грин-Бэй Пэкерс             | Джеймс Луни              | DE      | Калифорния                  |                             |
| 7     | 233  | Филадельфия Иглз            | Джордан Маилата          | OT      | Саут Сидней Рэббитоуз AUS   | обмен с «Нью-Инглендом»     |
| 7     | 234  | Каролина Пэнтерс            | Андре Смит               | LB      | Северная Каролина           | обмен с «Баффало»           |
| 7     | 235  | Индианаполис Колтс          | Заир Франклин            | LB      | Сиракьюз                    | обмен с «Нью-Йорк Джетс»    |
| 7     | 236  | Даллас Каубойс              | Бо Скарбро               | RB      | Алабама                     |                             |
| 7     | 237  | Детройт Лайонс              | Ник Боуден               | RB      | Сан-Диего Стейт             |                             |
| 7     | 238  | Балтимор Рэйвенс            | Зак Силер                | DE      | Феррис Стейт                |                             |
| 7     | 239  | Грин-Бэй Пэкерс             | Хантер Брэдли            | LS      | Миссисипи Стейт             | обмен с «Баффало»           |
| 7     | 240  | Сан-Франциско Форти Найнерс | Ричи Джеймс              | WR      | Миддл Теннесси              | обмен с «Канзас-Сити»       |
| 7     | 241  | Вашингтон Редскинс          | Грег Строман             | CB      | Виргиния Тек                | обмен с «Лос-Анджелес Рэмс» |
| 7     | 242  | Каролина Пэнтерс            | Кендрик Нортон           | DT      | Майами                      |                             |
| 7     | 243  | Нью-Ингленд Пэтриотс        | Кейон Кроссман           | CB      | Западная Каролина           | обмен с «Канзас-Сити»       |
| 7     | 244  | Лос-Анджелес Рэмс           | Джастин Лоулер           | DE      | СМЮ                         | обмен с «Атлантой»          |
| 7     | 245  | Нью-Орлеан Сэйнтс           | Уилл Клэпп               | C       | ЛСЮ                         |                             |
| 7     | 246  | Питтсбург Стилерз           | Джошуа Фрейзер           | DT      | Алабама                     |                             |
| 7     | 247  | Джэксонвилл Джагуарс        | Логан Кук                | P       | Миссисипи Стейт             |                             |
| 7     | 248  | Грин-Бэй Пэкерс             | Кендалл Доннерсон        | LB      | Юго-Восточный Миссури Стейт | обмен с «Сиэтлом»           |
| 7     | 249  | Цинциннати Бенгалс          | Логан Вудсайд            | QB      | Толидо                      | обмен с «Нью-Инглендом»     |
| 7     | 250  | Нью-Ингленд Пэтриотс        | Райан Иззо               | TE      | Флорида Стейт               | обмен с «Филадельфией»      |
| 7     | 251* | Лос-Анджелес Чарджерс       | Джастин Джексон          | RB      | Нортвестерн                 |                             |
| 7     | 252* | Цинциннати Бенгалс          | Род Тейлор               | G       | Ол Мисс                     |                             |
| 7     | 253* | Цинциннати Бенгалс          | Оден Тейт                | WR      | Флорида Стейт               |                             |
| 7     | 254* | Аризона Кардиналс           | Кори Каннингем           | OT      | Цинциннати                  |                             |
| 7     | 255* | Баффало Биллс               | Остин Прол               | WR      | Северная Каролина           | обмен с «Тампа-Бэй»         |
| 7     | 256* | Вашингтон Редскинс          | Трей Куинн               | WR      | СМЮ                         | обмен с «Лос-Анджелес Рэмс» |

## Дополнительный драфт
Дополнительный драфт 2018 года состоялся 11 июля. На нём было доступно пять игроков, из которых было выбрано двое.
| Раунд | Пик | Команда            | Игрок             | Позиция | Колледж          |
| ----- | --- | ------------------ | ----------------- | ------- | ---------------- |
| 3     | —   | Нью-Йорк Джайентс  | Сэм Бил           | CB      | Западный Мичиган |
| 6     | —   | Вашингтон Редскинс | Адонис Александер | CB      | Виргиния Тек     |

## Комментарии
1. 1 2 3  17 марта 2018 года «Нью-Йорк Джетс» получили выбор первого (3-й) раунда драфта 2018 года от «Индианаполиса», отдав выборы в первом (6-й) и втором (37-й и 49-й) раундах драфта 2018 года, и выбор во втором раунде драфта 2019 года[5].
2. ↑  27 апреля 2017 года «Кливленд» получил выбор первого (25-й) раунда драфта 2017 года и выбор первого (4-й) раунда драфта 2018 года от «Хьюстона», отдав выбор первого (12-й) раунда драфта 2017 года[6].
3. 1 2 3 4  26 апреля 2018 года «Баффало» получил выборы первого (7-й) и седьмого (255-й) раундов драфта 2018 года от «Тампа-Бэй», отдав выборы первого (12-й) и второго (53-й и 56-й) раундов драфта 2018 года[7].
4. 1 2  26 апреля 2018 года «Аризона» получила выбор первого (10-й) раунда драфта 2018 года от «Окленда», отдав выборы первого (15-й), третьего (79-й) и пятого (152-й) раундов драфта 2018 года[8].
5. ↑  26 апреля 2018 года «Нью-Орлеан» получил выбор первого (14-й) раунда драфта 2018 года от «Грин-Бэй», отдав выборы первого (27-й) и пятого (147-й) раундов драфта 2018 года, и выбор первого раунда драфта 2019 года[9].
6. 1 2  26 апреля 2018 года «Баффало» получил выбор первого (16-й) раунда драфта 2018 года от «Балтимора», отдав выборы первого (22-й), третьего (65-й) и пятого (154-й) раундов драфта 2018 года[10].
7. 1 2 3 4  26 апреля 2018 года «Грин-Бэй» получил выборы первого (18-й) и седьмого (248-й) раундов драфта 2018 года от «Сиэтла», отдав выборы первого (27-й), третьего (76-й) и шестого (186-й) раундов драфта 2018 года[11].
8. 1 2 3  14 марта 2018 года «Цинциннати» получил выборы первого (21-й) и пятого (158-й) раундов драфта 2018 года, и тэкла нападения Корди Гленна от «Баффало», отдав выборы первого (12-й) и шестого (187-й) раундов драфта 2018 года[12].
9. 1 2  26 апреля 2018 года «Теннесси» получил выборы первого (22-й) и шестого (215-й) раундов драфта 2018 года от «Балтимора», отдав выборы первого (25-й) и четвёртого (125-й) раундов драфта 2018 года[13].
10. ↑  4 апреля 2018 года «Нью-Ингленд» получил выборы первого (23-й) и шестого (198-й) раундов драфта 2018 года от «Лос-Анджелес Рэмс», отдав выбор четвёртого (136-й) раунда драфта 2018 года и ресивера Брэндина Кукса[14].
11. 1 2 3  26 апреля 2018 года «Балтимор» получил выборы первого (32-й) и четвёртого (132-й) раундов драфта 2018 года от «Филадельфии», отдав выборы второго (52-й) и четвёртого (125-й) раундов драфта 2018 года, и выбор второго раунда драфта 2019 года[15].
12. ↑  9 марта 2017 года «Кливленд» получил выбор шестого (188-й) раунда драфта 2017 года, выбор второго (35-й) раунда драфта 2018 года и квотербека Брока Освайлера от «Хьюстона», отдав выбор четвёртого (217-й) раунда драфта 2017 года[16].
13. 1 2  27 апреля 2018 года «Теннесси» получил выбор второго (41-й) раунда драфта 2018 года от «Окленда», отдав выборы второго (57-й) и третьего (89-й) раундов драфта 2018 года[17].
14. ↑  27 апреля 2018 года «Детройт» получил выбор выбор второго (43-й) раунда драфта 2018 года от «Нью-Ингленда», отдав выборы второго (51-й) и четвёртого (117-й) раундов драфта 2018 года[18].
15. 1 2 3 4  27 апреля 2018 года «Сан-Франциско» получил выборы второго (44-й) и пятого (142-й) раундов драфта 2018 года от «Вашингтона», отдав выборы второго (59-й) и третьего (74-й) раундов драфта 2018 года[19].
16. 1 2 3 4  27 апреля 2018 года «Канзас-Сити» получил выборы второго (46-й) и третьего (100-й) раундов драфта 2018 года от «Цинциннати», отдав выборы второго (54-й) и третьего (78-й) раундов драфта 2018 года[20].
17. 1 2 3  27 апреля 2018 года «Филадельфия» получила выбор второго (49-й) раунда драфта 2018 года от «Индианаполиса», отдав выборы второго (52-й) и пятого (169-й) раундов драфта 2018 года[21].
18. ↑  27 апреля 2018 года «Чикаго» получил выбор второго (51-й) раунда драфта 2018 года от «Нью-Ингленда», отдав выбор четвёртого (105-й) раунда драфта 2018 года и выбор второго раунда драфта 2019 года[22].
19. 1 2 3  27 апреля 2018 года «Нью-Ингленд» получил выбор второго (56-й) раунда драфта 2018 года от «Тампа-Бэй», отдав выборы второго (63-й) и четвёртого (117-й) раундов драфта 2018 года[23].
20. 1 2  27 апреля 2018 года «Индианаполис» получил выбор второго (64-й) раунда драфта 2018 года от «Кливленда», отдав выборы третьего (67-й) и шестого (178-й) раундов драфта 2018 года[24].
21. 1 2  27 апреля 2018 года «Окленд» получил выбор третьего (65-й) раунда драфта 2018 года от «Балтимора», отдав выборы третьего (75-й), пятого (152-й) и шестого (212-й) раундов драфта 2018 года[25].
22. 1 2  22 марта 2018 года «Нью-Йорк Джайентс» получили выборы третьего (69-й) и четвёртого (108-й) раундов драфта 2018 года от «Тампа-Бэй», отдав выбор четвёртого (102-й) раунда драфта 2018 года и ди-энда Джейсона Пьер-Пола[26].
23. ↑  27 апреля 2017 года «Сан-Франциско» получил выборы первого (3-й), третьего (67-й) и четвёртого (111-й) раундов драфта 2017 года, и выбор третьего (70-й) раунда драфта 2018 года от «Чикаго», отдав выбор первого (2-й) раунда драфта 2017 года[27].
24. 1 2 3  27 апреля 2018 года «Канзас-Сити» получил выбор третьего (75-й) раунда драфта 2018 года от «Балтимора», отдав выборы третьего (86-й) и четвёртого (122-й) раундов драфта 2018 года[28].
25. 1 2 3  27 апреля 2018 года «Питтсбург» получил выбор третьего (76-й) раунда драфта 2018 года от «Сиэтла», отдав выборы третьего (79-й) и седьмого (220-й) раундов драфта 2018 года[29].
26. 1 2  31 октября 2017 года «Хьюстон» получил выбор третьего (80-й) раунда драфта 2018 года и выбор второго раунда драфта 2019 года от «Сиэтла», отдав выбор пятого (141-й) раунда драфта 2018 года и тэкла нападения Дуэйна Брауна[30].
27. 1 2  31 октября 2017 года «Каролина» получила выборы третьего (85-й) и седьмого (234-й) раундов драфта 2018 года от «Баффало», отдав ресивера Келвина Бенджамина[31].
28. 1 2  27 апреля 2018 года «Окленд» получил выбор третьего (87-й) раунда драфта 2018 года от «Лос-Анджелес Рэмс», отдав выборы третьего (89-й) и шестого (217-й) раундов драфта 2018 года[32].
29. 1 2  27 апреля 2018 года «Грин-Бэй» получил выбор третьего (88-й) раунда драфта 2018 года от «Каролины», отдав выборы четвёртого (101-й) и пятого (147-й) раундов драфта 2018 года[33].
30. 1 2  27 апреля 2018 года «Тампа-Бэй» получила выбор третьего (94-й) раунда драфта 2018 года от «Миннесоты», отдав выборы четвёртого (102-й) и шестого (180-й) раундов драфта 2018 года[34].
31. 1 2  27 апреля 2018 года «Сан-Франциско» получил выбор третьего (95-й) раунда драфта 2018 года от «Нью-Игленда», отдав выбор пятого (143-й) раунда драфта 2018 года и тэкла нападения Трента Брауна[35].
32. ↑  11 августа 2017 года «Баффало» получил выбор третьего (96-й) раунда драфта 2018 года и ресивера Джордана Мэттьюза от «Филадельфии», отдав корнербека Роналда Дарби[36].
33. 1 2  28 апреля 2018 года «Кливленд» получил выбор четвёртого (105-й) раунда драфта 2018 года от «Нью-Игленда», отдав выборы четвёртого (114-й) и шестого (178-й) раундов драфта 2018 года[37].
34. 1 2 3  29 марта 2018 года «Вашингтон» получил выборы четвёртого (109-й) и пятого (142-й и 163-й) раундов драфта 2018 года, и условный выбор седьмого раунда драфта 2020 года от «Денвера», отдав выборы четвёртого (113-й) и пятого (149-й) раундов драфта 2018 года и сэйфти Суа Крейвенса[38].
35. 1 2  14 марта 2018 года «Лос-Анджелес Рэмс» получил выборы четвёртого (111-й) и шестого (183-й) раундов драфта 2018 года от «Майами», отдав выбор шестого (209-й) раунда драфта 2018 года и лайнбекера Роберта Куинна[39].
36. ↑  28 апреля 2018 года «Детройт» получил выбор четвёртого (114-й) раунда драфта 2018 года от «Нью-Игленда», отдав выбор третьего раунда драфта 2019 года[40].
37. ↑  28 апреля 2017 года «Чикаго» получил выборы второго (45-й), четвёртого (119-й) и шестого (197-й) раундов драфта 2017 года, и выбор четвёртого (115-й) раунда драфта 2018 года от «Аризоны», отдав выбор второго (36-й) раунда драфта 2017 года[41].
38. ↑  14 марта 2018 года «Майами» получил выборы четвёртого (123-й) раунда драфта 2018 года и седьмого раунда драфта 2019 года от «Кливленда», отдав ресивера Джарвиса Лэндри[42].
39. ↑  14 марта 2018 года «Канзас-Сити» получил выборы четвёртого (124-й) раунда драфта 2018 года и второго раунда драфта 2019 года от «Лос-Анджелес Рэмс», отдав выбор шестого (209-й) раунда драфта 2018 года и корнербека Маркуса Питерса[43].
40. 1 2  29 августа 2017 года «Сан-Франциско» получил выбор четвёртого (128-й) раунда драфта 2018 года от «Питтсбурга», отдав выбор пятого (148-й) раунда драфта 2018 года и тайт-энда Вэнса Макдоналда[44].
41. ↑  3 сентября 2016 года «Филадельфия» получила выборы первого (14-й) раунда драфта 2017 года и четвёртого (130-й) раунда драфта 2018 года от «Миннесоты», отдав квотербека Сэма Брэдфорда[45].
42. ↑  31 октября 2017 года «Майами» получил выбор четвёртого (131-й) раунда драфта 2018 года от «Филадельфии», отдав раннинбека Джея Аджайи[46].
43. 1 2  14 марта 2018 года «Лос-Анджелес Рэмс» получили выборы четвёртого (135-й) и шестого (176-й) раундов драфта 2018 года от «Нью-Йорк Джайентс», отдав выбор седьмого раунда драфта 2019 года и лайнбекера Алека Оглтри[47].
44. 1 2  28 апреля 2018 года «Каролина» получила выбор четвёртого (136-й) раунда драфта 2018 года от «Лос-Анджелес Рэмс», отдав выборы пятого (147-й) и шестого (197-й) раундов драфта 2018 года[48].
45. 1 2  14 марта 2018 года «Грин-Бэй» получили выборы четвёртого (101-й) и пятого (138-й) раундов драфта 2018 года, и квотербека Дешона Кайзера от «Кливленда», отдав выборы четвёртого (114-й) и пятого (150-й) раундов драфта 2018 года, и корнербека Дамариуса Рэндалла[49].
46. 1 2 3  28 апреля 2018 года «Окленд» получил выбор пятого (140-й) раунда драфта 2018 года от «Индианаполиса», отдав выборы пятого (159-й) и шестого (185-й) раундов драфта 2018 года[50].
47. ↑  26 апреля 2017 года «Сиэтл» получил выбор пятого (146-й) раунда драфта 2018 года от «Окленда», отдав выбор шестого (192-й) раунда драфта 2018 года и раннинбека Маршона Линча[51].
48. 1 2 3  28 апреля 2018 года «Сиэтл» получил выбор пятого (149-й) раунда драфта 2018 года от «Денвера», отдав выборы пятого (156-й) и седьмого (226-й) раундов драфта 2018 года[52].
49. 1 2 3  28 апреля 2018 года «Теннесси» получил выбор пятого (152-й) раунда драфта 2018 года от «Балтимора», отдав выборы пятого (162-й) и шестого (215-й) раундов драфта 2018 года[53].
50. ↑  28 апреля 2018 года «Миннесота» получила выбор пятого (157-й) раунда драфта 2018 года от «Нью-Йорк Джетс», отдав выборы пятого (167-й) и седьмого (225-й) раундов драфта 2018 года[54].
51. 1 2 3  28 апреля 2018 года «Лос-Анджелес Рэмс» получили выбор пятого (160-й) раунда драфта 2018 года от «Денвера», отдав выборы шестого (183-й и 217-й) раунда драфта 2018 года[55].
52. ↑  28 октября 2017 года «Баффало» получил выбор пятого (166-й) раунда драфта 2018 года от «Джэксонвилла», отдав тэкла защиты Марселла Дареуса[56].
53. 1 2 3 4  28 апреля 2018 года «Миннесота» получила выборы пятого (167-й) и седьмого (225-й) раундов драфта 2018 года от «Нью-Йорк Джетс», отдав выборы шестого (180-й и 204-й) раунда драфта 2018 года[57].
54. ↑  2 сентября 2017 года «Сиэтл» получил выбор пятого (168-й) раунда драфта 2018 года от «Нью-Ингленда», отдав ди-энда Кассиуса Марша[58].
55. ↑  20 марта 2018 года «Окленд» получил выбор пятого (173-й) раунда драфта 2018 года от «Далласа», отдав выбор шестого (192-й) раунда драфта 2018 года и раннинбека Джамиза Олавале[59].
56. ↑  24 марта 2018 года «Аризона» получила выбор шестого (182-й) раунда драфта 2018 года от «Денвера», отдав тэкла нападения Джареда Велдира[60].
57. ↑  6 апреля 2018 года «Кливленд» получил выбор шестого (188-й) раунда драфта 2018 года от «Вашингтона», отдав выбор шестого (205-й) раунда драфта 2018 года и квотербека Кевина Хогана[61].
58. ↑  10 октября 2017 года «Нью-Орлеан» получил выбор шестого (189-й) раунда драфта 2018 года от «Аризоны», отдав раннинбека Эдриана Питерсона[62].
59. ↑  28 апреля 2018 года «Лос-Анджелес Рэмс» получили выбор шестого (192-й) раунда драфта 2018 года от «Далласа», отдав ресивера Тейвона Остина[63].
60. 1 2  28 апреля 2018 года «Атланта» получила выбор шестого (194-й) раунда драфта 2018 года от «Лос-Анджелес Рэмс», отдав выборы седьмого (244-й и 256-й) раунда драфта 2018 года[64].
61. ↑  11 августа 2017 года «Лос-Анджелес Рэмс» получили выбор шестого (195-й) раунда драфта 2018 года и ресивера Сэмми Уоткинса от «Баффало», отдав выбор второго (56-й) раунда драфта 2018 года и корнербека И Джей Гейнса[65].
62. 1 2 3 4  28 апреля 2018 года «Вашингтон» получила выборы шестого (197-й) и седьмого (256-й) раундов драфта 2018 года от «Лос-Анджелес Рэмс», отдав выборы шестого (205-й) и седьмого (231-й) раундов драфта 2018 года[66].
63. 1 2  28 апреля 2018 года «Канзас-Сити» получил выбор шестого (198-й) раунда драфта 2018 года от «Нью-Ингленда», отдав выборы седьмого (233-й и 243-й) раунда драфта 2018 года[67].
64. ↑  3 сентября 2017 года «Тампа-Бэй» получила выбор шестого (202-й) раунда драфта 2018 года от «Питтсбурга», отдав выбор седьмого раунда драфта 2019 года и сэйфти Джей Джей Уилкокса[68].
65. ↑  18 марта 2018 года «Нью-Ингленд» получил выбор шестого (210-й) раунда драфта 2018 года и ресивера Кордаррелла Паттерсона от «Окленда», отдав выбор пятого (159-й) раунда драфта 2018 года[69].
66. ↑  15 марта 2018 года «Нью-Ингленд» получил выбор седьмого (219-й) раунда драфта 2018 года и корнербека Джейсона Маккорти от «Кливленда», отдав выбор шестого (205-й) раунда драфта 2018 года[70].
67. 1 2  15 марта 2018 года «Сан-Франциско» получил выбор седьмого (223-й) раунда драфта 2018 года от «Майами», отдав выбор седьмого (227-й) раунда драфта 2018 года и центра Дэниела Килгора[71].
68. ↑  11 апреля 2017 года «Джэксонвилл» получил выбор седьмого (230-й) раунда драфта 2018 года от «Цинциннати», отдав ди-энда Криса Смита[72].
69. 1 2  28 апреля 2018 года «Филадельфия» получила выбор седьмого (233-й) раунда драфта 2018 года от «Нью-Ингленда», отдав выбор седьмого (250-й) раунда драфта 2018 года и выбор седьмого раунда драфта 2019 года[73].
70. ↑  28 апреля 2018 года «Индианаполис» получил выбор седьмого (235-й) раунда драфта 2018 года от «Нью-Йорк Джетс», отдав тайт-энда Хенри Андерсона[74].
71. ↑  30 августа 2016 года «Грин-Бэй» получил выбор седьмого (239-й) раунда драфта 2018 года от «Баффало», отдав лайнбекера Леренти Маккрея[75].
72. ↑  27 августа 2016 года «Сан-Франциско» получил выбор седьмого (240-й) раунда драфта 2018 года от «Канзас-Сити», отдав корнербека Кеннета Акера[76].
73. ↑  2 сентября 2017 года «Вашингтон» получил выбор седьмого (241-й) раунда драфта 2018 года от «Лос-Анджелес Рэмс», отдав тайт-энда Дерека Кэрриера[77].
74. ↑  29 августа 2017 года «Цинциннати» получил выбор седьмого (249-й) раунда драфта 2018 года от «Нью-Ингленда», отдав лайнбекера Маркиса Флауэрса[78].